# Kisbeszterce
Kisbeszterce község Baranya vármegyében, a Hegyháti járásban.

## Fekvése
Pécstől légvonalban mintegy 22 kilométerre északnyugatra fekszik, Mindszentgodisa és Bakóca között. Zsáktelepülés, közúton csak egy útvonalon érhető el. Megközelítése Pécs felől: Oroszlóig a 66-os főúton, amelyről előbb a 6601-es útra, majd arról 1 kilométer után a 66 102-es útra kell letérni, végighaladni Mindszentgodisa településen, végül körülbelül újabb 1,5 kilométer után délnek fordulni a 66 103-as útra.

## Története
Oklevél először 1542-ből említette Byztrice formában. Az ősszláv szó értelme: gyors folyású patak. A Kis előtag arra utal, hogy létezhetett a környéken a múltban egy Nagy előtagú helységjelölés is. Az egyik középkori falunyom a Pusztaszentegyház-dűlőben keresendő, ahol templom állt, amelynek három harangját egy pusztító dúlás után egy közeli kútban elrejtették az akkori lakók. A község irányítói szeretnék elérni, hogy egy hivatalos ásatással felszínre kerüljenek a bronz értékek. A török teljesen lerombolta a kőegyházat és tégláit, valamint köveit a szigetvári erőd falazatának kijavítására használta fel. Egyes kutatók állítják, hogy Kisbeszterce és Felsőmindszent között egy másik falu terült el, aminek a helyszínét a Lasnica-dűlő sejteti.
A török hódoltság idején mindvégig magyarok lakták a falut. Később szerbek és horvátok telepedtek le, de az ő falujukat, temetőjüket és templomukat mindeddig nem találták meg. Egykori jelenlétükre azonban most is használatos dűlőnevek utalnak: Lazsina, Termac, Loka, Lucsis, Paksica. Nincs kizárva, hogy a Lóka-puszta megnevezés is egy eltűnt magyar helységre utalhat. Érdekes a Szénégető-határrész, ahol a mindenkori kovácsok kőszenet fejtettek ki, ahogy egy másik határrészben, a Sarkalacban is.

## Közélete

### Polgármesterei
- 1990–1994: Vancsa János (független)[3]
- 1994–1998: Kiss József (független)[4]
- 1998–2002: Kiss József (független)[5]
- 2002–2006: Kiss József (független)[6]
- 2006–2010: Kiss József (független)[7]
- 2010–2014: Kiss József (független)[8]
- 2014–2019: Szűcs Róbert Sándor (független)[9]
- 2019–2024: Szűcs Róbert Sándor (független)[10]
- 2024– : Szűcs Róbert Sándor (független)[1]

## Népesség
A település népességének változása:
| Lakosok száma | 89   | 90   | 83   | 73   | 75   | 66   | 74   | 79   |
|               | 2013 | 2014 | 2015 | 2019 | 2021 | 2022 | 2023 | 2024 |

A 2011-es népszámlálás során a lakosok 100%-a magyarnak, 4,8% cigánynak mondta magát (a kettős identitások miatt a végösszeg nagyobb lehet 100%-nál). A vallási megoszlás a következő volt: római katolikus 92,9%, felekezeten kívüli 6% (1,2% nem nyilatkozott).
2022-ben a lakosság 89,4%-a vallotta magát magyarnak, 3% cigánynak, 1,5% németnek (10,6% nem nyilatkozott; a kettős identitások miatt a végösszeg nagyobb lehet 100%-nál). Vallásuk szerint 28,8% volt római katolikus, 12,1% felekezeten kívüli (59,1% nem válaszolt).

## Címer leírása
Pajzs: Álló, kerektalpú pajzs kék mezejében alul hármashalom, ennek zöld mezejében vízszintes ezüst hullámpólya. A halmokon arany fészkében öt kicsinyét tápláló, kiterjesztett szárnyú, arannyal fegyverzett ezüst pelikán. Felsebzett melléből három vörös vércsepp hull alá.
Sisak: Szembe fordult, arannyal ékített és vörössel bélelt pántos ezüst a sisak, vörössel és kékkel ékített arany heraldikai koronával.
Sisakdísz: kék mező, könyökben hajlított kar három zöld pálmaágat tart.
Takarók: Mindkét oldalon kék-arany.
Felirat: A címer alatt lebegő, hármas tagolású íves arany szalagon feketével nagybetűs KISBESZTERCE településnév.